# Між небом і землею (фільм, 2005)
«Між небом і землею» (англ. Just Like Heaven) — американський романтичний комедійний фільм 2005 року з елементами фентезі режисера Марка Вотерса. Головні ролі зіграли Різ Візерспун, Марк Раффало, Донал Лоуг, Діна Спабі, Бен Шенкман, Івана Миличевич. Заснований на французькому романі 1999 року «Якби це було правдою» (фр. Et si c'était vrai...) письменника Марка Леві.

## Сюжет
Доктор Елізабет Мастерсон вкрай відповідально ставиться до своєї роботи в клініці — так, що адміністрація змушена прямо-таки виганяти її додому. Однак особисте життя не складається, і тоді її сестра Еббі вирішує познайомити Елізабет з молодим чоловіком. Лізі досить скептично ставиться до цього, але все ж погоджується поїхати. Однак через перевтому вона втрачає контроль над дорогою і потрапляє в аварію. У підсумку вона впадає в кому …
Молодий ландшафтний архітектор Девід, що недавно став вдівцем, намагається знайти собі відповідне житло, але більшість запропонованих варіантів його не влаштовує. Нарешті, він знаходить для себе квартиру. Однак квартира виявляється особливою — в ній він зустрічає примарну господиню будинку Елізабет. Елізабет не влаштовує дана ситуація, вона намагається вигнати Девіда, але з'ясовує, що вона — привид і не може навіть взяти який-небудь предмет. Тоді вона просто починає грати на нервах нового мешканця. Девід зі свого боку намагається вигнати її, вдавшись до допомоги священика, чаклунів і т. д. І знову ж безуспішно. Все йде шкереберть, поки Девід не вирішує з'ясувати, хто така Елізабет, і чому вона його переслідує.

## В ролях
- Різ Вітерспун — доктор Елізабет Мастерсон
- Марк Руффало — Девід Ебботт
- Івана Миличевич — Катріна
- Джон Гідер — Дерріл
- Донал Лоуг — Джек Гаріскі
- Діна Спайбі — Еббі Броуді
- Бен Шенкман — доктор Бретт Раштон
- Керолайн Аарон — Ґрейс
- Розалінд Чао — Френ
- Рон Канада — доктор Волш
- Віллі Гарсон

## Музика
Назва фільму також є назвою популярної пісні 1987 року «Just Like Heaven» музичного гурту The Cure. Співачка Кеті Мелуа записала кавер-версію пісні для саундтреку до фільму. Версія Мелуа розігрується під час перших титрів і має такі репліки, як «вона сказала» (англ. she said), змінені на «він сказав» (англ. he said), щоб зберегти гетеросексуальний наратив. Оригінальна версія The Cure, а також решта версії Мелуа відтворюються в останніх титрах.
Оркестрову партитуру написав Рольф Кент, а оркестрував Тоні Блондал.